# POLR2J2
 J-связанный ген полипептида ДНК-зависимой РНК-полимеразы II, известный также как  POLR2J2 — это ген человека.
Этот ген представляет собой семейство генов 11-й субъединицы РНК-полимеразы II, которое включает в себя три гена в кластере на хромосоме 7q22.1 и псевдоген на хромосоме 7p13. Один из членов этого семейства, ДНК-зависимой РНК-полимеразы II полипептид J, как было выявлено, кодирует субъединицу РНК-полимеразы II, ответственной за синтез матричной РНК у эукариот. Этот локус производит множество вариантов альтернативных сплайсинга, которые потенциально представляют собой изоформы с отличными от полипептида J С-концами. Большинство вариантов сплайсинга включают дополнительные некодированные экзоны на 3'-конце, что делает их кандидатами на нонсенс-опосредованный распад. Следовательно, не известно, этот ли локус экспрессирует белок или белки в естественных условиях.